# نویه موزیک‌تسایتونگ
نویه موزیک‌تسایتونگ (آلمانی: Neue Musikzeitung) با نام اختصاری nmz مجله‌ای دربارهٔ موسیقی کلاسیک است که در سال ۱۹۵۲ توسط «برنهارت بُسه» و «اِکهارت رولفس» پایه‌گذاری و از آن هنگام تا کنون به زبان آلمانی منتشر می‌شود. نام اولیهٔ این مجله «موسیقی جوانان» بود. نسخهٔ برخط این مجله از سال ۱۹۹۷ در دسترس است.